# ウエマツタケシ
ウエマツ タケシ（1985年10月23日 - ）は日本の男性ファッションモデル。BARK IN STYLE所属。
2007年にメンズノンノ・モデルオーディションの最終選考10人に残り、モデルデビュー。主にファッション雑誌で活躍。

## 主な出演

### 雑誌
- smart
- MEN'S NON-NO
- FINEBOYS
- WOOFIN'

### ショー
- ユナイテッドアローズ×誉田屋 Genbei Yamaguchi （東京コレクション）
- Nozomi Ishiguro （東京コレクション）
- ドルチェ&ガッバーナ
- Public Image
- yohji yamamoto

### CM
- BAReeeeeeeeeeN×キリン『スムース』
- バンタン 「つくるチカラと、こわすチカラを。」

### 広告
- 東芝 レグザ
- Unseaky
- ARICA